# Pârâul Câinelui, Muereasca
- Pentru alte utilizări ale numelui propriu, vedeți pagina Pârâul Câinelui (dezambiguizare).

Pârâul Câinelui este un curs de apă, afluent de dreapta al râului Muereasca, care este, la rândul său,  un afluent de dreapta al râului Olt. 

## Afluenți
Pârâul Câinelui nu are afluenți atât de importanți pentru a fi notabili.